# Uloborus trifasciatus
Uloborus trifasciatus là một loài nhện trong họ Uloboridae.
Loài này thuộc chi Uloborus. Uloborus trifasciatus được Tord Tamerlan Teodor Thorell miêu tả năm 1890.